# Abrosiomyia minuta
Abrosiomyia minuta är en tvåvingeart som beskrevs av Kertesz 1914. Abrosiomyia minuta ingår i släktet Abrosiomyia och familjen vapenflugor.
Artens utbredningsområde är Taiwan. Inga underarter finns listade i Catalogue of Life.